# Arrondissement Saint-Julien-en-Genevois
Das Arrondissement Saint-Julien-en-Genevois ist eine Verwaltungseinheit im Département Haute-Savoie in der französischen Region Auvergne-Rhône-Alpes. Unterpräfektur ist Saint-Julien-en-Genevois.
Das Arrondissement besteht aus 73 Gemeinden.

## Gemeinden
Die Gemeinden des Arrondissements Saint-Julien-en-Genevois sind:
| 1. Allonzier-la-Caille (74006)       | 2. Ambilly (74008)                   | 3. Andilly (74009)                | 4. Annemasse (74012)              |
| 5. Arbusigny (74015)                 | 6. Archamps (74016)                  | 7. Arthaz-Pont-Notre-Dame (74021) | 8. Bassy (74029)                  |
| 9. Beaumont (74031)                  | 10. Bonne (74040)                    | 11. Bossey (74044)                | 12. Cercier (74051)               |
| 13. Cernex (74052)                   | 14. Challonges (74055)               | 15. Chaumont (74065)              | 16. Chavannaz (74066)             |
| 17. Chêne-en-Semine (74068)          | 18. Chênex (74069)                   | 19. Chessenaz (74071)             | 20. Chevrier (74074)              |
| 21. Chilly (74075)                   | 22. Clarafond-Arcine (74077)         | 23. Clermont (74078)              | 24. Collonges-sous-Salève (74082) |
| 25. Contamine-Sarzin (74086)         | 26. Copponex (74088)                 | 27. Cranves-Sales (74094)         | 28. Cruseilles (74096)            |
| 29. Cuvat (74098)                    | 30. Desingy (74100)                  | 31. Dingy-en-Vuache (74101)       | 32. Droisy (74107)                |
| 33. Éloise (74109)                   | 34. Étrembières (74118)              | 35. Feigères (74124)              | 36. Franclens (74130)             |
| 37. Frangy (74131)                   | 38. Gaillard (74133)                 | 39. Jonzier-Épagny (74144)        | 40. Juvigny (74145)               |
| 41. Lucinges (74153)                 | 42. Machilly (74158)                 | 43. Marlioz (74168)               | 44. Menthonnex-en-Bornes (74177)  |
| 45. Menthonnex-sous-Clermont (74178) | 46. Minzier (74184)                  | 47. Monnetier-Mornex (74185)      | 48. La Muraz (74193)              |
| 49. Musièges (74195)                 | 50. Nangy (74197)                    | 51. Neydens (74201)               | 52. Pers-Jussy (74211)            |
| 53. Présilly (74216)                 | 54. Reignier-Ésery (74220)           | 55. Saint-Blaise (74228)          | 56. Saint-Cergues (74229)         |
| 57. Saint-Germain-sur-Rhône (74235)  | 58. Saint-Julien-en-Genevois (74243) | 59. Le Sappey (74259)             | 60. Savigny (74260)               |
| 61. Scientrier (74262)               | 62. Seyssel (74269)                  | 63. Usinens (74285)               | 64. Valleiry (74288)              |
| 65. Vanzy (74291)                    | 66. Vers (74296)                     | 67. Vétraz-Monthoux (74298)       | 68. Ville-la-Grand (74305)        |
| 69. Villy-le-Bouveret (74306)        | 70. Villy-le-Pelloux (74307)         | 71. Viry (74309)                  | 72. Vovray-en-Bornes (74313)      |
| 73. Vulbens (74314)                  |                                      |                                   |                                   |

## Neuordnung der Arrondissements 2024
Der Erlass der Präfektin der Region Auvergne-Rhône-Alpes vom 2. Juni 2023 legte mit Wirkung zum 1. Januar 2024 eine Neuordnung des Zuschnitts der Arrondissements des Départements Haute-Savoie fest.
- Die Gemeinden Cuvat und Villy-le-Pelloux wechselten vom Arrondissement Annecy zum Arrondissement Saint-Julien-en-Genevois.
- Die Gemeinde Fillinges wechselte vom Arrondissement Saint-Julien-en-Genevois zum Arrondissement Bonneville.